# Àrab marroquí

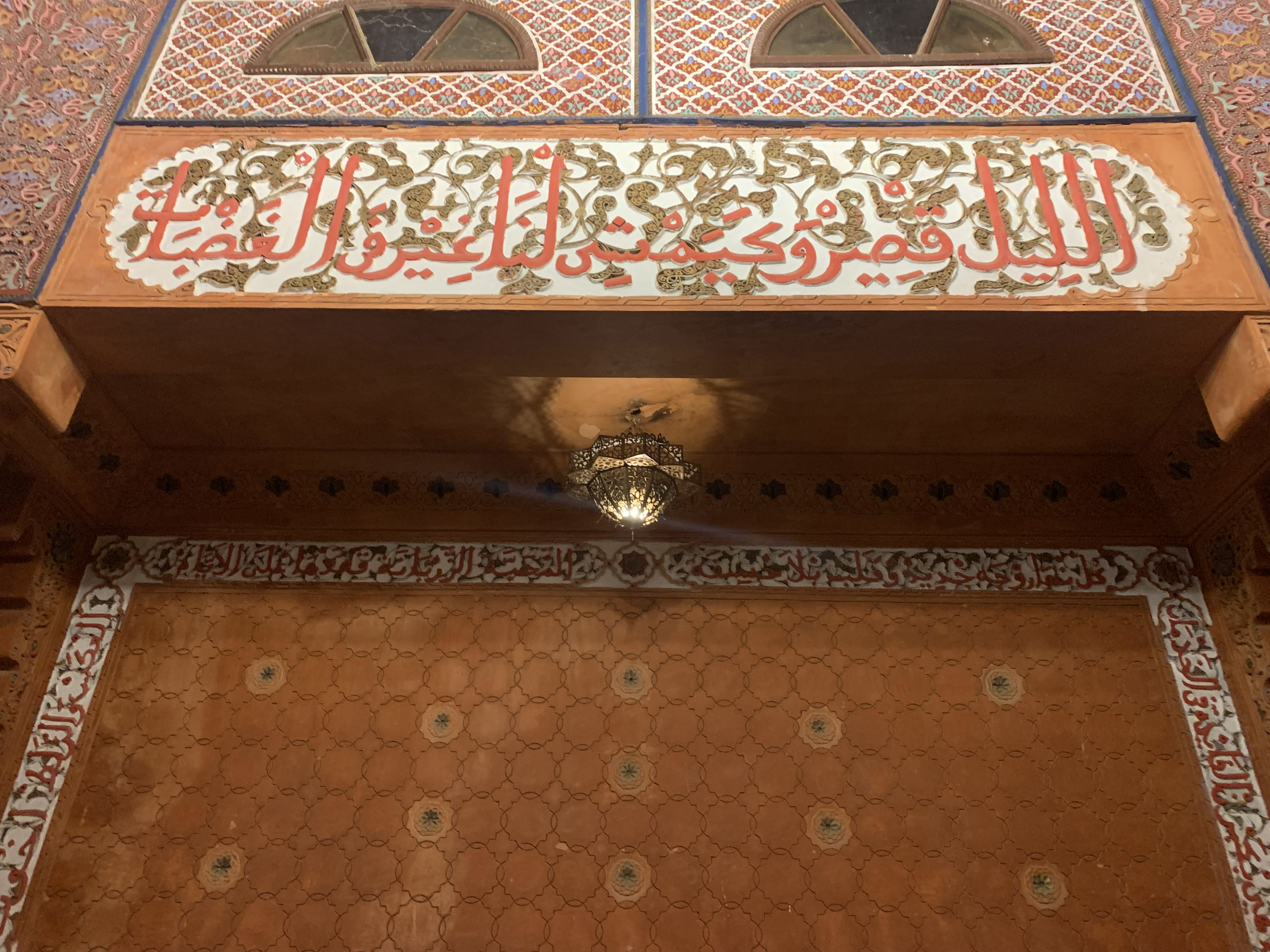
Sanefa en àrab marroquí a Marràqueix.

L'àrab marroquí, també anomenat dàrija (àrab: الدارجة, ad-dārija, ‘dialectal’, de l'expressió al-lugha ad-dàrija o al-kalam ad-dàrij, ‘la llengua del carrer’), és el parlar dialectal de l'àrab que s'utilitza al Marroc i forma part de la gran família dels dialectes occidentals àrabs. Com la majoria de dialectes àrabs, és principalment oral, ja que en l'escriptura se sol utilitzar l'àrab estàndard.

## Fonologia

### Vocals
|          | Curta   | Curta     | Curta    | Llarga    | Llarga |
| Anterior | Central | Posterior | Anterior | Posterior |        |
| -------- | ------- | --------- | -------- | --------- | ------ |
| Tancada  | ə       | ə         | u        | iː        | uː     |
| Mitjana  | ə       | ə         |          |           |        |
| Oberta   | ə       | ə         |          | aː        | aː     |

Una de les característiques més notables de l'àrab marroquí és la fusió o reducció de les vocals curtes. En un principi, les vocals curtes /a/ i /i/ es van fusionar en la vocal neutra /ə/ (tot i així, n'hi ha parlants que mantenen la diferència entre /a/ i /ə/ quan són adjacents a les vocals faríngies /ʕ/ i /ħ/). Aquest fonema (/ə/) es va suprimir completament a la majoria de posicions; en la seva major part, només es manté a la posició /...CəC#/ o /...CəCC#/ (on C representa qualsevol consonant i # indica un límit de paraula), és a dir, quan apareix com a última vocal d'una paraula. Quan no s'elimina /ə/, es pronuncia com una vocal molt curta, que tendeix a [ɑ] a prop de les consonants emfàtiques, [a] a prop de les vocals faríngies /ʕ/ i /ħ/ (per als parlants que han fusionat /a/ i /ə/ en aquest context fonètic), i [ə] en altres llocs. La /u/ curta original normalment es fusiona amb /ə/ excepte a prop d'una consonant bilabial o velar. En les posicions on es va suprimir /ə/, també es va suprimir /u/, i es manté només com a labialització de la consonant labial o velar adjacent; on es manté /ə/, /u/ apareix com a [ʊ]. Aquesta supressió de vocals curtes pot donar lloc a llargues cadenes de consonants (una característica compartida amb l'amazic i segurament derivada d'ell). Aquests grups mai es simplifiquen; en canvi, les consonants que apareixen entre altres consonants tendeixen a sil·labificar-se, segons una jerarquia de sonoritat. De la mateixa manera, i a diferència de la majoria dels altres dialectes àrabs, les consonants duplicades mai es simplifiquen a una sola consonant, fins i tot quan són al final d'una paraula o precedeixen una altra consonant.
Alguns dialectes són més conservadors amb les vocals curtes. Per exemple, alguns dialectes permeten /u/ en més posicions. Els dialectes del Sàhara i els dialectes orientals prop de la frontera amb Algèria conserven una distinció entre /a/ i /i/ i permeten que /a/ aparegui al principi d'una paraula, p. ex. /aqsˤarˤ/ "més curt" (estàndard /qsˤərˤ/), /atˤlaʕ/ "puja!" (estàndard /tˤlaʕ/ o /tˤləʕ/), /asˤħaːb/ "amics" (estàndard /sˤħab/).
Les vocals llargues /aː/, /iː/ i /uː/ es mantenen com a vocals semillargues, que se substitueixen tant per vocals curtes com llargues en la majoria de préstecs de l'àrab estàndard modern (MSA). Les vocals llargues /aː/, /iː/ i /uː/ també tenen molts més al·lòfons que en la majoria dels altres dialectes; en particular, /aː/, /iː/, /uː/ apareixen com a [ɑ], [e], [o] a prop de consonants emfàtiques i [q], [χ], [ʁ], [r], però [æ], [i], [u] en altres llocs. (La majoria dels altres dialectes àrabs només tenen una variació similar per al fonema /aː/.) En alguns dialectes, com el de Marràqueix, també existeixen al·lòfons arrodonits frontals i altres al·lòfons. Els al·lòfons en vocals normalment no existeixen en els manlleus.